# Spieltrieb (Roman)
Spieltrieb ist ein Roman der deutschen Schriftstellerin Juli Zeh, der 2004 veröffentlicht wurde. Im Mittelpunkt der in einem Bonner Nobelviertel angesiedelten Handlung steht eine intellektuell frühreife Außenseiterin, die sich im Laufe der geschilderten zwei Jahre an einem Privatgymnasium in ein brisantes Dreiecksverhältnis mit einem Lehrer und einem Mitschüler manövriert.

## Handlung
Das Geschehen umfasst die zwei Schuljahre, die die Protagonistin Ada als 14- bzw. 15-Jährige am fiktiven Ernst-Bloch-Gymnasium Bonn absolviert. Die ersten 12 Monate verlaufen eher unspektakulär, da Ada sich während und außerhalb des Unterrichts meist distanziert verhält. Wenn sie sich trotzdem einmal äußert, dann stets entschieden und oft provokant. Ihren Mitschülern und Lehrern fühlt sie sich geistig überlegen. Für kurze Zeit ist sie in aller Munde, als sie einmal sogar gegenüber dem gefürchteten Geschichtslehrer Höfling, genannt Höfi, das letzte Wort behält. Anschluss an andere findet sie nur über die „Ohren“, eine Schülerband. Die Freundschaft zu Olaf, einem der Bandmitglieder, zerbricht jedoch, als sie sich dazu anstiften lässt, ihn an seinem 16. Geburtstag gegen seinen Willen zu „entjungfern“.
Auslöser für die dramatischen Ereignisse im zweiten Jahr ist das Erscheinen eines neuen Mitschülers, Alev. Obwohl drei Jahre älter als Ada, besucht er die gleiche Jahrgangsstufe, ist ihr geistig ebenbürtig und im Unterschied zu ihr extrovertiert. Im Handumdrehen dominiert er den Unterricht wie auch seine Mitschüler, selbst die außerhalb seiner Kurse. Ada gerät in seinen Bann und sucht seine Nähe. Er versorgt sie mit neuer Lektüre, u. a. mit Werken zur Spieltheorie. Daraus wird Ernst, als Ada sich ein zweites Mal anstiften lässt, nun weit folgenreicher, geht es doch um die Verführung und Erpressung eines Lehrers. Der Boden für das Gelingen von Alevs Plan ist bereitet: Er spekuliert richtig, dass der Verführte, der Deutsch- und Sportlehrer Smutek, ein potenzieller Verführer Adas ist, denn sie ist die Einzige in seiner außerunterrichtlichen Laufgruppe, die aus innerem Antrieb teilnimmt, sodass sie oft genug zu zweit trainieren und sich so bereits ein intimeres Verhältnis entwickelt hat. Unmittelbarer Auslöser für Alevs Idee ist der Moment, als er von Ada erfährt, dass Smutek sie – nachdem sie dessen Frau aus einem zugefrorenen See und so offenbar vor dem Suizid gerettet hat – kurzerhand ausgezogen und nackt in eine heiße Wanne gehievt hat. Aus Smuteks erstmaliger Verführung macht Alev dann ein wöchentliches Ritual, bei dem er stets mit zugegen ist, die Regeln vorgibt und durch die Fotos, die er dabei schießt und passwortgeschützt auf die Schulhomepage lanciert, von Smutek Gehorsam und Geld erpresst, wovon auch Ada profitiert. Nach einigen Wochen jedoch gerät das „Spiel“ aus dem Gleis, nicht zuletzt weil die Protagonisten sich Alevs Machtanspruch zu entziehen beginnen. Der erklärt es daraufhin kurzerhand für beendet. Smutek reagiert mit einem Ausbruch physischer Gewalt, indem er Alev niederschlägt und mehrfach schwer verletzt. In der nachfolgenden Gerichtsverhandlung nutzt Ada ihren Auftritt als Hauptzeugin für ein akribisch vorbereitetes Plädoyer zu Gunsten Smuteks, sodass dieser straffrei bleibt. Dies verwundert umso mehr, da die erkennende Richterin, die „kalte Sophie“, als gefürchtetste ihres Fachs gilt. Der volljährige Alev, der sich selbst als Verlierer des „Spiels“ bezeichnet und geläutert scheint, wird von ihr mit einer sechsmonatigen Bewährungsstrafe belegt. Getrennt von seiner Frau, fährt Smutek mit der inzwischen 16-jährigen Ada im Sommer nach Wien und dann weiter Richtung Südosten, „ins verletzte Herz Europas“. Währenddessen nutzt die Richterin, die sich als die Ich-Erzählerin entpuppt hat, die Zeit „zwischen den Instanzen“, um das Geschehene zu Papier zu bringen.

## Hauptfiguren
Die Hauptfiguren gruppieren sich um die im Mittelpunkt stehende Ada: Alev und die kalte Sophie sind als Parallelfiguren zu ihr angelegt, Smutek eher als Komplementär- oder Kontrastfigur, Höfi vereint beides.
Ada und Alev verbinden mehrere Gemeinsamkeiten: Sie sind Außenseiter, wollen dies auch sein und sehen ihren elitären Status begründet durch ihr intellektuelles Plus einerseits und ihr Manko bezüglich Emotion, Glaube und Moral andererseits. Dass Ada eine unterforderte Hochbegabte ist, steht außer Zweifel. Ohne Anstrengung erreicht sie glänzende schulische Leistungen und nährt ihren Geist freiwillig mit anspruchsvoller Lektüre aus den Bücherregalen der drei zu ihrer Familie gehörenden Personen: ihres verstorbenen Vaters, ihres Ziehvaters (des „Brigadegenerals“, eines hochrangigen Beamten aus dem Verteidigungsministerium) und ihrer Mutter, die seit dessen Weggang vor zwei Jahren mit der Alleinerziehung Adas sichtlich überfordert ist. Die geistigen Qualitäten von Alev, der noch mehr als Ada sich selbst überlassen scheint, wirken bei genauerem Hinsehen durchaus fragwürdig. Bedingt auch durch seine kosmopolitische Biografie (er hat „fünf Sprachen gelernt, ohne eine richtig zu können“) ist er Legastheniker, zwei Mal sitzengeblieben und im laufenden Schuljahr erneut versetzungsgefährdet. Er ist ganz darauf fokussiert, mündlich zu brillieren. Auch Ada merkt gelegentlich, dass sie einem „Alphatier“ folgt, der möglicherweise ein Blender ist.
Was das selbsterklärte Manko der beiden betrifft, ist man weitgehend auf ihre eigenen Aussagen darüber angewiesen. In ihren Disputen spielt es eine zentrale Rolle und hat bei Ada den Charakter einer Beschwörungsformel („Wahrscheinlich bin ich ohne Glauben zur Welt gekommen, wie andere Leute ohne Arme oder Augenlicht geboren werden“). Da es sich um Heranwachsende handelt, ist grundsätzlich Vorsicht geboten, ihre Behauptungen als Tatsachen gelten zu lassen. Selbst Alevs sexuelle Impotenz, mit der er offen umgeht, ist möglicherweise eine Attitüde, die ihn noch attraktiver macht oder machen soll, als er ohnehin schon ist. Bei Ada, die man im Unterschied zu ihm auch ausführlich aus der Innensicht kennenlernt, ist sehr wohl zu bemerken, dass es sie Mühe kostet, immer das zu sein, was sie sein will. Ihr sind normale menschliche Gefühle und Normen (wie beispielsweise Scham) keineswegs fremd, nur hält sie sie bewusst, gewaltsam in Schach. Eine Antwort auf die Frage nach dem Warum ist ihre Mutter, die sich ihren Gefühlsschwankungen ausliefert und dadurch nie souverän und erwachsen wird. Sie ist das tägliche Anti-Vorbild, von dem sich Ada strikt abgrenzen will. Eine andere, fast leitmotivische Abgrenzung nimmt die Erzählerin gleich zu Beginn vor, indem sie Ada als das exakte Gegenteil einer „Prinzessin“ präsentiert. Als „Prinzessinnen“ gelten alle die Schülerinnen, deren hauptsächliche Attribute ein makelloses Äußeres und innerliche Leere sind. Aus Sicht der pubertierenden Ada, über die es im allerersten Satz heißt, sie sei „nicht schön“, ist die Verachtung dieses Typus verständlich.
Ist Ada zwar als Identifikationsfigur, aber nicht unbedingt als „Sympathieträger“ konzipiert, trifft dies auf die dritte Hauptfigur uneingeschränkt zu. Adas Lehrer und späterer Liebhaber ist der polnischstämmige Szymon Smutek (poln.: Traurigkeit), der eine Erscheinung und ein Anti-Macho zugleich ist (seine Lands- und Ehefrau nennt er für sich „Schneewittchen“ und behandelt sie auch so); als Lehrer ist er das Gegenmodell zum Bild der „faulen Säcke“. Er scheint in der Lage, alles im Gleichgewicht zu halten: Äußeres und Inneres, Geist und Körper, Berufs- und Privatleben, Heimat und Wahlheimat, Autorität und Einfühlung gegenüber seinen Schülern, Pflicht und Neigung bezüglich des Unterrichtsstoffes. Fast ein bisschen zu perfekt wirkt er, was freilich gewollt ist, denn umso größer ist seine Fallhöhe, wenn er von den Jugendlichen auf die Mechanik des Liebe-Machens reduziert wird, wo er sehr wohl etwas fühlt und fühlen will; was Ada in ihm an Leidenschaften weckt, zeigt sich beim ersten unbeobachteten Liebesakt mit ihr. Darauf wie auch auf Alev selbst könnte sich seine kryptisch anmutende Antwort auf die Frage der Richterin nach dem Motiv seiner Gewalttat beziehen: „Ich habe es aus Liebe getan.“
In ihrer äußerlichen Erscheinung sind Smutek und Höfi die denkbar größten Gegensätze: der eine groß, stattlich, sportlich – ein Adonis, ein „Siegfried“; der andere klein, gnomenhaft, verwachsen, ein „Krüppel“. Ihr Wesen dementsprechend: Smutek ein Optimist und Idealist, Höfi ein Skeptiker und zynischer Spötter. Als Lehrer haben sie zumindest eins gemeinsam: Beide sind absolut engagiert und stellen hohe Forderungen. Smutek allerdings ist für seine Schüler berechenbar, Höfi nicht. Sein Unterricht ist lehrerzentriert, autoritär, „tyrannisch“ – und für die meisten Schüler mit Angst besetzt, denn Höfi fordert jeden heraus und legt dessen geistige Grenzen rücksichtslos bloß. Er polarisiert also, wofür er von vielen – u. a. den „Prinzessinnen“ – gehasst, von einigen wenigen hingegen verehrt, ja sogar geliebt wird. So auch von Ada. Neben ihrem Ziehvater scheint er der einzige Erwachsene zu sein, zu dem sie in gewisser Weise aufschaut. Sie erkennt, dass er für sie mehr sein kann als ein Wesensverwandter, einer, an dem sie sich nicht nur geistig reiben, sondern auch moralisch orientieren kann. Mitentscheidend hierfür ist der Moment, als sich ihr Triumph über ihn im Nachhinein als Pyrrhussieg erweist: Höfi hatte ihr das letzte Wort gelassen in Rücksicht auf seine Frau, die an Multipler Sklerose leidet und im Sterben liegt, und Ada muss anerkennen, dass er – im Unterschied zu ihr – nicht um jeden Preis die Oberhand zu behalten versucht hat.
Höfis spektakulärer Freitod durch einen Sprung vom Schuldach (symbolisch erneut vor Adas Augen, nur dass sie diesmal nicht rettend eingreifen kann wie bei Smuteks Frau) soll so als Resultat einer persönlichen Tragödie aufgefasst werden; allein der Zeitpunkt verweist eher auf etwas anderes. Er geschieht unmittelbar vor Beginn des „Spiels“ und hat daher vor allem funktionalen Charakter. Er bedeutet den Wegfall letzter Schranken einerseits (für die Jugendlichen) und letzter Hoffnungen andererseits (dies insbesondere für Smutek, denn auch er hatte Höfis Nähe gesucht).
Eine Sonderstellung unter den Hauptfiguren nimmt die Richterin, die „kalte Sophie“, ein. Im Grunde hat sie nur zwei Aufgaben zu erfüllen. Weniger zwingend ist die als Erzählerinstanz, ist sie doch über weite Strecken von einem auktorialen Erzähler nicht zu unterscheiden. Unverzichtbar ist sie allerdings als juristische Instanz und für diesen Fall geradezu prädestiniert, denn ein gewöhnlicher Richter hätte weder ein so mildes Urteil für Smutek gesprochen noch Ada so viel Freiraum gewährt. Es ist unschwer zu erkennen, dass hier wieder eine Wesensverwandtschaft konstruiert wird; in diesem Fall hat man sogar den Eindruck, dass Ada – die selbst kurz zuvor von Smutek als „kalte Sophie“ bezeichnet worden ist und später eventuell Jura studieren wird – hier vor ihrem nur um eine Generation älteren Alter Ego steht.

## Ort und Zeit

### Handlungsort – Das Prinzip Hoffnung
Zentraler Schauplatz ist das fiktive Ernst-Bloch-Gymnasium Bonn, kurz Ernst-Bloch genannt. Es ähnelt der realen Otto-Kühne-Schule Bonn, die die Autorin selbst als Schülerin besuchte. Übereinstimmung besteht in der privaten Trägerschaft durch ein Wirtschaftsunternehmen, im Vorhandensein eines Internats und der gehobenen Elternklientel. Eine Qualität, die dem realen Gymnasium möglicherweise auch eigen ist, wird dem fiktiven allein schon durch den Namensgeber programmatisch zugewiesen. Den Philosophen Ernst Bloch verbindet man fast automatisch mit dem sprichwörtlich gewordenen Titel seines Hauptwerks, Das Prinzip Hoffnung. Selbst Ada äußert sich in diesem Sinne, wenn sie als Neue (nach ihrem Schulverweis wegen eines gewalttätigen Ausrasters) auf die Frage, was das Besondere an Ernst-Bloch sei, entgegnet: „Mir war so, als sei dies ein Ort für wirklich kluge, wirklich kaputte, wirklich kategorische Menschen.“ Noch deutlicher vermerkt die Erzählerin an anderer Stelle: „Die Schule betreute etliche Last-Call-Kinder, die nach einer ansehnlichen Karriere von Rausschmissen eine letzte Gelegenheit erhielten, sich zu beruhigen.“
Das „Prinzip Hoffnung“ wird so – ausgesprochen oder nicht – zum eigentlichen Leitmotiv des Romans. Es schließt die Perspektive für die drei tragenden Hauptfiguren (Ada, Smutek, Alev) ausdrücklich ein und wirkt letzten Endes stärker nach als bestimmte zeitkritische bzw. geschichtspessimistische Tendenzen.

### Handlungszeit – Zeitenwende?
Das Geschehen umfasst die Jahre 2002–04; der Roman erweckte daher bei Erscheinen (2004) den Eindruck außergewöhnlicher Aktualität. Markante zeitgeschichtliche Ereignisse, die in diese Jahre fallen oder nachwirken, werden wiederholt erwähnt bzw. diskutiert und deuten – auch vor dem Hintergrund des Millenniumswechsels – die Möglichkeit einer Zeitenwende an. Bestärkt wird dieser Eindruck durch Adas Plädoyer, in dem sie für eine neue Rechtsauffassung wirbt, und das Eingeständnis der „kalten Sophie“, sie stecke „in einer Gletscherspalte zwischen den Zeitaltern, die sich erst wieder schließen kann, wenn eins das andere vollständig ersetzt haben wird.“
Im überschaubaren Rahmen geschieht ein solcher Paradigmenwechsel zu Beginn der Handlung am Ernst-Bloch. Der alte Schulleiter mit dem sprechenden Namen Singsaal wird verabschiedet, und statt des liberal-humanistischen Geistes unter seiner Führung erhofft sich ein Teil der Lehrerschaft nun die Durchsetzung strengerer Normen. Dafür sorgen soll der neue Direktor Teuter – von den Schülern als „Täter, Töter, Teutone“ charakterisiert bzw. karikiert, von der Erzählerin durch seine Frosch-Kermit-Stimme und die stereotype Auftaktfloskel „Ja nee“. Auf der 100-Jahr-Feier des Gymnasiums, die mit seinem Amtsantritt und Adas Einstieg zusammenfällt, fühlt er sich denn auch bemüßigt, der souveränen Rede Smuteks, die ganz Singsaals Erbe verpflichtet ist, etwas entgegenzusetzen. Dabei geht es um nicht weniger als die Rücknahme des Blochschen Diktums „Denken heißt Überschreiten“. Teuter will es korrigiert wissen zum „Beschreiten“ und grenzt dieses auch noch ab vom „Bestreiten“, was im Unterricht unerwünscht sei. Dass er das später auch durchzusetzen versucht, bringt Ada noch mehr gegen ihn auf und macht sie zu einer leichteren Beute für Alevs Spiel. Denn wo Denken normiert werden soll, sucht ein rebellischer Geist wie ihrer nach Auswegen und findet ihn, zum Beispiel, in einer nicht-normativen Tat.

## Bezugsrahmen

### Philosophie und Recht
Dass der Roman diesbezüglich keine geringen Ambitionen geltend macht, ist offensichtlich. Das beginnt im einleitenden Kapitel („Wenn das alles ein Spiel ist, sind wir verloren. Wenn nicht – erst recht“), setzt sich fort in den Disputen Ada/Alev und Ada/Smutek, mündet im juristischen Finale und spiegelt sich natürlich auch im Titel. Zentrale Begriffe, die neben Spiel bzw. Spieltrieb/Spieltheorie wiederholt auftauchen, sind Pragmatismus und Nihilismus. Dem Vorwurf, Nihilisten zu sein, entgegnen Ada und Alev, sie seien Urenkel der „Nihilisten“, denn sie hätten nicht einmal mehr etwas, woran sie nicht glauben könnten. Vom Nihilismus führt, nach Meinung Adas wie auch der „kalten Sophie“, ein direkter Weg zum Pragmatismus. Der Mensch sei pragmatisch dort, wo ihm die „Ideen ausgegangen“ sind – Ideen im Sinne von „Ideologien, Religionen, Glaube an Friede, Menschenrechte und Demokratie“. Befreit von diesen „Zwängen“, könne der Mensch sich dann stets so oder so entscheiden. Vom „pragmatischen Tier“, das ja auch „an nichts glaube außer den unsinnigen Sinn des Überlebens“, unterscheide sich der „pragmatische Mensch“ allerdings „in einer bedeutenden Einzelheit“: „Sein Spieltrieb erlischt nicht mit dem Eintritt der Geschlechtsreife. Sein Spieltrieb lebt ewig.“ Daraus leitet die „kalte Sophie“ ab, dass es „pragmatische Gerechtigkeit“ nicht geben könne, bestenfalls „pragmatische Urteile“.
Die Frage allerdings, ob das impulsgebende Moment in diesem Fall tatsächlich „Spieltrieb“ und nicht vielmehr Machtlust war, legt sie weder sich noch den Jugendlichen vor. Was dagegen Alev spätestens vor Gericht klar zu werden scheint, ist: Sowenig sich der Ausgang des „Spiels“ berechnen ließ, sowenig lässt sich auch das mit Ada diskutierte Gefangenendilemma auf ihren Fall übertragen, weder in seiner Konstellation (sie sind zu dritt und alle sowohl Täter als auch Opfer) noch in der Vorhersagbarkeit ihres Kooperationsverhaltens.

### Autobiografie
Relevant für die Konzeption des Romans sind zumindest die folgenden Aspekte: Juli Zeh ist studierte Juristin; sie wurde in Bonn geboren und wuchs dort auf; mit der Otto-Kühne-Schule besuchte sie eine dem Ernst-Bloch sehr ähnliche Schule; im Jahr 2000 hielt sie sich – im Rahmen ihrer Studiengänge – für acht Monate im polnischen Krakau auf.

## Rezeption
Der Roman wurde von der Kritik sehr unterschiedlich aufgenommen. Ausgewogene Rezensionen gibt es wenige; zumeist dominiert ein wohlwollender oder ablehnender Grundton. Das spiegelt sich auch in der Beurteilung einzelner Aspekte (Handlung, Figurenzeichnung, Sprache, Ambitioniertheit usw.), wo kaum einheitliche Tendenzen auszumachen sind, sondern im Gegenteil der gleiche Sachverhalt einmal gelobt und ein andermal bemängelt wird.
Beispiele:
„Es ist erstaunlich, es ist bewundernswert, wie die gerade mal dreißig Jahre alte Schriftstellerin auf sämtlichen Pferden einer durchtrainierten Sprache und eines hoch gebildeten Scharfsinns ihre Geschichte über 500 Seiten durchs Ziel jagt, eine Geschichte, wie sie ungemütlicher nicht sein kann. […] Juli Zeh schildert das bunte Personal ihres Romans in einer drastischen und plastischen Sprache, die das Unglaubliche glaubwürdig macht. Geschult an Musil (dessen ‚Mann ohne Eigenschaften‘ im Buch eine wichtige Rolle spielt), treibt sie ein selbstreflexives ironisches Spiel, das in scharfem Tempo und auf hoher Frequenz bis an die Risikogrenze geht. […] Solche Sätze ragen heraus aus der braven Deutschleistungsprosa, die man in allen Verlagsprogrammen findet.“ (Ulrich Greiner, Die Zeit)
„So beeindruckend es auch ist, wie Juli Zeh alte und neue Ideologien in eine mit zahlreichen Klischeebausteinen bestückte Romanhandlung zu integrieren versucht […], so schrill tönt der sprachliche Aufwand, den Juli Zeh betreibt.“ (Rainer Moritz, Neue Zürcher Zeitung)
„Dieser Plot hätte nun eine spannende Novelle abgeben können, zumal Juli Zeh durchaus spannend erzählen kann. […] Zu dieser ausufernden Handlungsfülle kommt die chronische Verwendung gesuchter und oft schiefer Metaphern. […] Am meisten aber nervt die prätentiöse Geschwätzigkeit, mit der Lesefrüchte altkluger Teenager ohne jede ironische Brechung ausgebreitet werden.“ (Richard Kämmerlings, FAZ)
„Juli Zeh lässt auch die übrigen Figuren des Buches nur selten über etwas anderes als die Grundfragen der Philosophie sprechen oder nachdenken. Folglich ist nicht nur regelmäßig vom Nihilismus und den Werteverfall im Bewusstsein unserer jüngsten Generation die Rede, sondern alle paar Seiten auch vom Gottesbeweis oder dem Wesen der Dinge, vom Sinn des Lebens oder dem Weltgeist, von dem Nichtvorhandensein der Seele oder der Frage nach der menschlichen Willensfreiheit.“ (Uwe Wittstock, Die Welt)
Von wissenschaftlicher Seite wurde dem Roman von Günter Helmes im Jahr 2016 vorgehalten, „in jeder Hinsicht auf Oberflächeneffekte“ zu setzen und, gemessen an seinem Anspruch auf Realismus, „vor allem eine klügelnde Fälschung“ zu sein.

## Adaptionen für Bühne und Film
Die Theaterfassung von Spieltrieb hat Bernhard Studlar geschrieben. Diese wurde am 16. März 2006 im Hamburger Schauspielhaus uraufgeführt. Jana Schulz spielte die Rolle der Ada und Marco Albrecht war als Szymon Smutek zu sehen, wobei Roger Vontobel die Regie übernahm. Ab Anfang 2007 war das Stück auch am Jungen Theater Bremen zu sehen, ab dem 20. September 2012 unter der Regie von Sebastian Stolz im Landestheater Eisenach. 
Im selben Jahr verfilmte Gregor Schnitzler den Roman mit Michelle Barthel als Ada und Jannik Schümann als Alev. Die Produktion, in weiteren Rollen mit Sophie von Kessel und Maximilian Brückner besetzt, wurde beim World Film Festival 2013 in Montreal uraufgeführt. Der Film kam am 10. Oktober 2013 unter dem gleichen Namen in die deutschen Kinos.
In Brasilien wurde das Buch unter dem Titel A Menina sem Qualidades im Rahmen einer Miniserie ebenfalls verfilmt. Die Ausstrahlung erfolgte im Mai und Juni 2013.

## Ausgaben
- Juli Zeh: Spieltrieb. Roman. Btb, Frankfurt/M. 2006, ISBN 3-442-73369-3.
- Juli Zeh: Spieltrieb. Lesung. Der Audio-Verlag, Berlin 2005, ISBN 3-89813-448-2 (4 CDs)
- Juli Zeh: Spieltrieb. Roman. Schöffling & Co., Frankfurt 2004, ISBN 978-3-89561-056-1